# Modna ilustracija
Modna ilustracija je umetnički prikaz koji se sastoji od crtanja dizajna odeće namenjene objavljivanju, na primer u modnom časopisu ili na posteru (plakatu). Prisutna je već u XVII veku kroz gravure, ili u časopisima. Izrađuju je slikari, dizajneri i graveri.

## Istorijat
Modna ilustracija postoji već skoro 500 godina. Otkad postoji odeća pojavila se i potreba da se ideja ili slika prevede u modnu ilustraciju. Modne ilustracije ne samo da predstavljaju prezentaciju ili dizajn odeće već služe i kao oblik umetnosti.
Krajem XVII veka objavljivljene su u prvim časopisima, posebno prvim modnim. Ove publikacije razvijaju se i kulminiraju do kraja XVIII veka. Pariz, glavni grad mode, ostaje referenca za ilustracije. Nakon revolucije, centar važnih publikacija preselio se iz Francuske u Nemačku, a potom u Englesku/2/, zemlje koje teže kopiranju francuske produkcije. 
U XVIII veku, štamparija i modni časopisi glavni su mediji, a u XIX veku, različiti modni časopisi objavljeni su sa jednom ili više ilustracija. Početak moderne modne ilustracije, u početku anonimnih umetnika, nalazi se otprilike na početku XIX veka. Modna ilustracija imala je deceniju slave od početka XX veka kada 1908. godine prvom objavom  Pol Poarea (Paul Poiret) simbolično obeležava prelaz od statične ilustracije do moderane, kreativane, inovativane. Od 1930-ih do kasnih 1950-ih, u vreme procvata časopisa i reklame, ilustratori su priznati umetnici. Među njima se našla i Milena Pavlović Barili (1909- 1945) srpska slikarka koja je od 1940.godine uradila seriju ilustracija za časopis Vogue. Ranih 1960-ih zamenjena je modnom fotografijom. Na kraju je gotovo potpuno nestala, s izuzetkom jednog od predstavnika Rene Gruaua i Antonio Lopez.
U 2000-ima ilustracija zauzima značajno mesto u svetu David Downton, izvorno ilustrator koji je s visokom modom započeo 1966. godine, prepoznat je po svom pristupu modnoj  ilustraciji.Do danas je modna ilustracija bila veoma retka u reklamama ili časopisima, ali nova generacija ilustratora, ovu umetnost uvećava i obnavlja.

## Proces izrade modne ilustracije
Ilustratori koriste rayličite likovne tehnike i pribor kao što su gvaš, akvarel, marker, pastel i mastila kako bi preneli detalje  i izgled odeće koji je osmislio modni dizajner. Sa porastom digitalne umetnosti neki umetnici su počeli da stvaraju ilustracije pomoću Adobe Photoshopa i Adobe Ilustratora. Najčešće se počinje sa skicom figure, sa izduženim proporcijama od 9 ili 10 glava u telu, a na njoj se gradi odabrani model odeće, vodeći računa da se tkanine i siluete adekvatno predstave. Umetnik najčešće dobija uzorke tkanine ili detalja koji će se naći na modelu, kako bi ih  predstavio na svojoj ilustraciji. Modnu ilustraciju može izraditi sam modni dizajner ili angažovati drugog dizajnera, ilustratora koji bi predstavio model.

## Literatura
- Drake, Nicolas. (1994). "Fashion Illustration Today (Revised Edition)," Thames & Hudson Ltd., London
- Cally Blackman, , Paris, Eyrolles, août 2007, 384 p. (ISBN 978-2-212-12185-8)
- William Parker (préf. David Hockney), , Paris, Thames & Hudson, 2010, 240 p. (ISBN 978-2-87811-359-4)
- Tony Glenville (trad. Odile Koenig),  [« New icons of fashion Illustration »], Paris, Éditions de La Martinière, avril 2013, 224 p. (ISBN 978-2-7324-5292-0)
- David Downton (trad. Brigitte Quentin, préf. Stéphane Rolland),  [« Master of Fashion Illustration »], Paris, Eyrolles, septembre 2011 (1re éd. 2010), 226 p. (ISBN 978-2-212-12705-8)

## Spoljašnje veze
- Zvanični sajt modnog ilustratora Dejvida Dauntauna
- Knjiga 100 godina modne ilustracije